# 할복 (1962년 영화)
할복(切腹)은 고바야시 마사키가 감독한 1962년 일본의 시대극 영화이다. 이야기는 1619년에서 1630년 사이 도쿠가와 막부의 통치 기간인 에도 시대 동안에 일어나며, 주군이 없는 무사 쓰구모 한시로에 대한 이야기이다. 당시 주군 없는 사무라이, 또는 낭인이 봉건 영주로부터 구호품을 받는 것을 기대하며 성의 안뜰에서 할복하길 요청하는 것은 흔한 일이었다.

## 캐스팅
- 나카다이 타츠야 - 쓰구모 한시로
- 미쿠니 렌타로 - 사이토 가게유
- 아키라 이시하마- 치지이와 모토메
- 이와시타 시마 - 쓰구모 미호
- 단바 데쓰로 - 오모다카 히코구로
- 이치로 나카타니- 야자키 하야토
- 미시마 마사오- 이나바 단고
- 사토 게이 - 후쿠시마 마사카쓰
- 이나바 요시오 - 치지이와 지나이
- 아오키 요시로-가와베 우메노스케

## 수상
영화는 1963년 칸 영화제의 경쟁 부문에 참가했다. 황금종려상은 표범에게 수여되었으나, 심사위원상을 수상하였다.

## 참고 문헌
- Galbraith IV, Stuart (1996). 《The Japanese Filmography: 1900 through 1994》. McFarland. ISBN 0-7864-0032-3.

각주
1. ↑  Galbraith IV 1996, 207쪽.
2. ↑  John Berra (2012). 《Japan 2》. Intellect Books. 151–153쪽. ISBN 978-1-84150-551-0.
3. ↑  “Festival de Cannes: Harakiri”. 《festival-cannes.com》. 2013년 12월 4일에 원본 문서에서 보존된 문서. 2009년 2월 27일에 확인함.